# Janneke Rinzema
Janneke Rinzema (Utrecht, 21 januari 1988) is een Nederlands cabaretier, zangeres en schrijfster. Ze werd bekend met haar cabaretduo Matroesjka wat bekend stond om hun scherpe humor, liedjes, maatschappelijk relevante thema's en energieke podiumoptredens. Tegenwoordig is zij actief als (scenario)schrijver voor film, televisie en media.

## Biografie
Janneke Rinzema groeide op als domineesdochter. Vanaf jonge leeftijd had ze al een grote interesse in theater en humor. Na haar middelbare school op het Christelijk Gymnasium in Utrecht, verhuisde ze naar Amsterdam om Zang Jazz te studeren aan het Conservatorium van Amsterdam. Daar ontmoette ze Lisa Loeb, waarmee zij het cabaretduo Matroesjka vormde. 

## Cabaret
Met Matroesjka nam Janneke Rinzema deel aan het Amsterdams Kleinkunst Festival, waar zij in 2014 de Publieksprijs won. Hierna volgden meerdere succesvolle theatertournees door Nederland, geregisseerd door o.a. Pepijn Cladder, Rutger de Bekker en Titus Tiel Groenestege. Matroesjka, ook wel 'technocabaret' genoemd, werd gekenmerkt door een mix van elektronische beats, harde grappen, satire en maatschappijkritiek. Matroesjka's debuutvoorstelling Eeuwig Vlees werd met veel lof ontvangen en ook hun tweede voorstelling Brainwash kreeg mooie recensies (**** Telegraaf). In 2019 reikte Claudia de Breij in het DeLaMar theater aan Matroesjka hun eerste cd uit met alle liedjes van de voorstelling. Na het maken van meerdere voorstellingen en meerdere keren op festivals als Lowlands en Zwarte Cross gespeeld te hebben, stopte Matroesjka in 2020. 

## Televisie en Film
Naast haar werk op het podium is Rinzema ook actief in de televisie- en filmwereld. Zo schreef ze voor satirische televisieprogramma's als Dit was het nieuws, Spaanders en Sanne Wallis de Show. Ook heeft ze gastoptredens gedaan in verschillende Nederlandse televisie- en radioprogramma's. Na het volgen van een opleiding aan de Universiteit van Californië, heeft zij zich toegelegd op het schrijven van scenario's. 

## Schrijver
Janneke is een van de vaste schrijvers van De Speld en hoofdredacteur van De Pin, het platform binnen De Speld dat gerund wordt door vrouwen. Daarnaast is zij schrijver van scenario's voor film en televisie, waaronder PATTY en Eén grote familie. Ook schreef zij het audio-drama en het boek 'Jonathan', geïnspireerd op de verhalen van een ex-AIVD'er. Zowel het audiodrama als het boek (Jonathan: de Achterblijvers, 2023; Uitgeverij Luitingh Sijthoff) zijn verschenen onder het pseudoniem Inse Martin.

## Prijzen en Erkenning
- 2014: Publieksprijs, Amsterdams Kleinkunst Festival
- 2015: Nominatie voor de Annie M.G. Schmidtprijs, met #Imalive, voor het beste theaterlied.

## Externe Links
- Officiële Website
- IMDb Profiel